# Posádkový kostel (Königstein)
Posádkový kostel v Königsteinu (německy Garnisonskirche Königstein) barokní posádkový kostel v areálu saské pevnosti Königstein. Nejstarší stavební části pochází ze 13. století, současná stavba byla postavena v roce 1676. Vnitřní zařízení bylo zničeno po druhé světové válce, celková obnova kostela byla dokončena v roce 2000.

## Historie

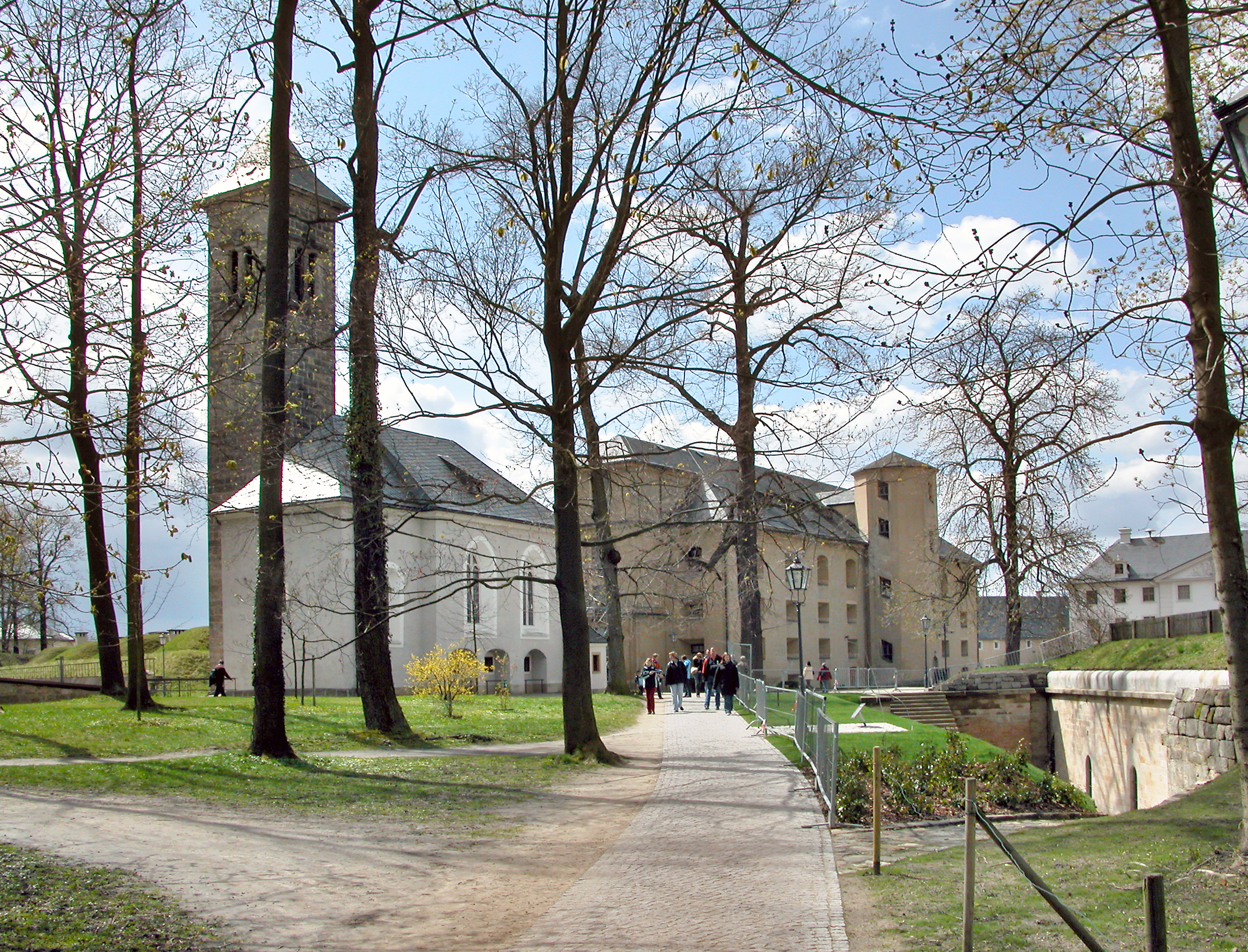
Pohled od východu na kostel a Magdaleneneburg

Hrad Königstein je v písemných pramenech prvně zmíněn roku 1233, kdy patřil k českému království. V této době stála v jeho areálu pozdně románská kaple, z které se dochoval oltářní prostor a některé další architektonické prvky. První písemná zmínka o ní však pochází až z roku 1445. V roce 1516 ji nechal saský vévoda Jiří Bradatý (1471–1539) přestavět na pozdně gotický kostelík či kapli, která sloužila pro klášter řádu celestinů. Hradní kaple spojená s klášterem zanikla po odchodu řádu celestinů a po roce 1584 sloužila jako zbrojnice. Od roku 1596 docházeli na pevnost vést bohoslužby faráři z Königsteinu, není ovšem jisté, zda byla pro tyto účely využívána právě kaple. Roku 1651 byla zchátralá kaple nedostatečně opravena. V roce 1654 zmiňovaná přestavba kaple Ezechielem Eckhartem patrně vůbec neproběhla.
Roku 1670 byla již kaple v ruinách a začala příprava na její přestavbu. Obnovená kaple byla vysvěcena 16. října 1676 a získala označení kaple sv. Jiří (St. Georgs Kapelle), zároveň byla označována jako posádkový kostel, první v celém Sasku. Stavitelem kaple byl Wolf Kaspar von Klengel. V letech 1676 až 1681 byla přistavěna kamenná věž na jižní straně a roku 1687 získala kaple tři nové zvony. Roku 1721 byla rozšířena tzv. kurfiřtská empora a byly na ni umístěny varhany. V letech 1734 až 1760 přibyly na jižní a severní stěně modlitebny pro důstojníky, kteří se nemohli zúčastnit bohoslužby. Mezi lety 1750 a 1760 pak byly postaveny boční empory. Roku 1902 byl celkově upraven oltářní prostor a kostel byl znovu vysvěcen. Roku 1933 prošly celkovou opravou vnější i vnitřní fasády. Během druhé světové války byly zrekvírovány dva zvony.
Po skončení druhé světové války sloužila v letech 1945 až 1947 pevnost jako sovětský lazaret. Posádkový kostel přišel v této době o oltář, kazatelnu, varhany a křtitelnici a až do roku 1955 sloužil jako kino. Roku 1948 se z Hamburku navrátily zrekvírované zvony, ale byly umístěny do městského kostela v Königsteinu. Roku 1957 byla opravena střecha, ale zničeny lavice a kostel nadále sloužil jako skladiště.
V 90. letech 20. století započala celková rekonstrukce. Roku 1992 byla opravena střecha a fasáda, přičemž byl na jižní straně objeven románský dveřní oblouk. V roce 1993 byly do věže vráceny zvony a roku 1995 byl restaurován kazetový strop. V roce 1995 se kostel na svátek Nanebevstoupení Páně otevřel veřejnosti. V letech 1998 až 2000 byly na východní stěně objeveny a restaurovány pozdně románské malby ze 13. století. Zároveň byla rekonstruována zvonice ve věži a doplněn zničený mobiliář kostela. Definitivně bylo potvrzeno, že po celou dobu historie hradu a pevnosti zůstávala kaple a později kostel na původním místě a že se jedná o nejstarší dochovanou stavbu v areálu. Znovuvysvěcení kompletně renovovaného kostela proběhlo o svatodušním pondělí 12. června 2000.
Posádkový kostel je spolu s pevností ve vlastnictví Svobodného státu Sasko. Bohoslužby slouží podle aktuálního rozpisu faráři Evangelicko-luterské církevní obce Königstein-Papstdorf. Kostel je volně přístupný návštěvníků pevnosti a konají se v něm také kulturní akce, zejména varhanní koncerty. Spolu s celým areálem pevnosti je kostel chráněn jako kulturní památka.

## Popis

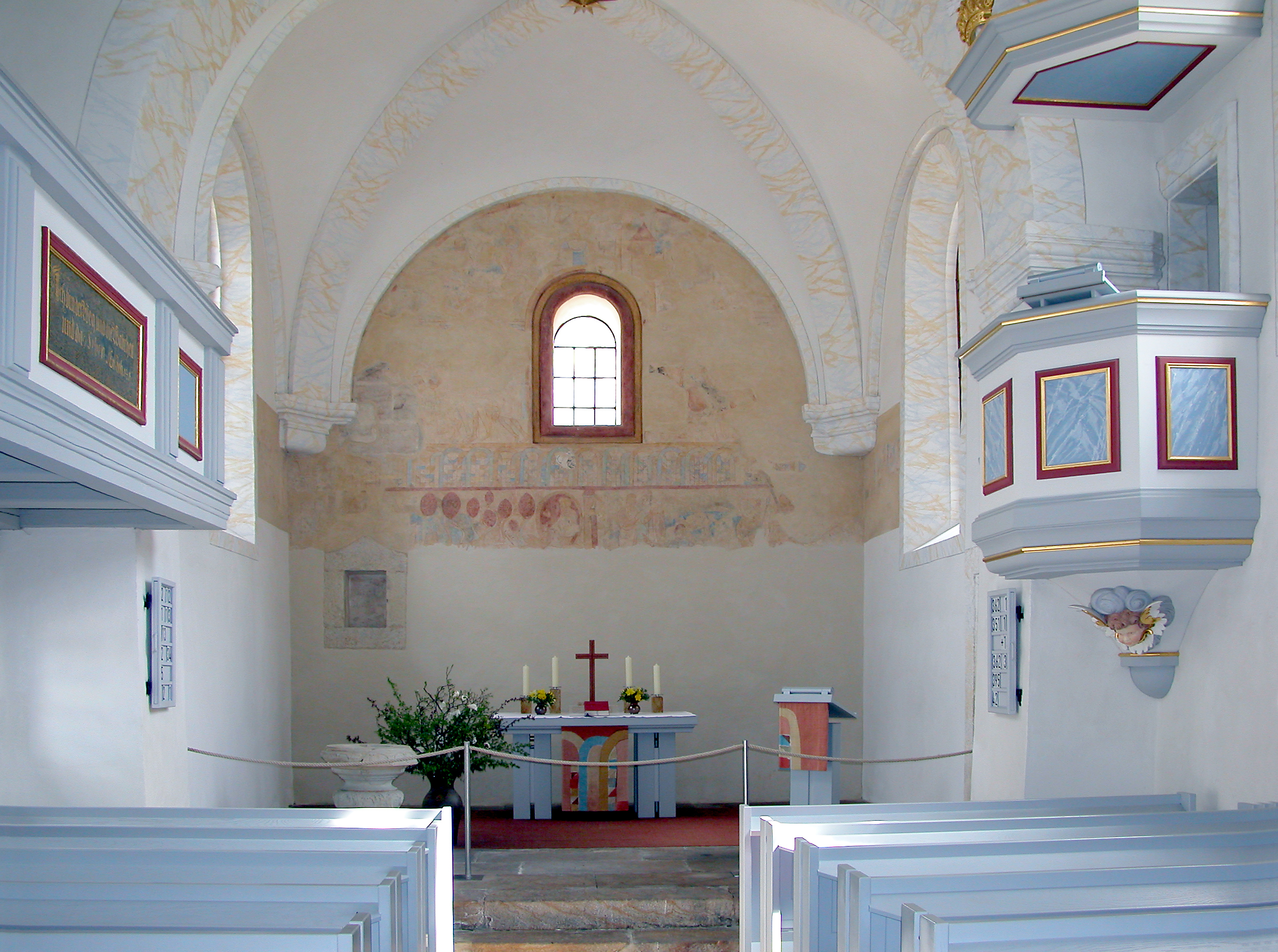
Pohled do oltářního prostoru

Posádkový kostel je jednolodní sálový kostel, orientovaný, v základu barokní, přičemž nejstarší stavební části jsou pozdně románské. Půdorys kostela je obdélníkový s odsazeným, rovněž obdélníkovým kněžištěm. Na jižní stěnu navazuje kamenná věž, západní průčelí doplňují přístavby krytého vstupu a bočních modliteben. Okna ve stěnách lodi jsou dlouhá a úzká.
Plochý strop je kazetový, malovaný. Mobiliář napodobuje dřívější zničený. V oltářním prostoru se nachází prostý oltář s ambonem a kamennou křtitelnicí, v lodi jsou umístěné dvě řady lavic, při stěnách empory a na kůru umístěné varhany. Na východní stěně jsou odkryté románské fresky.

### Varhany
První varhany obdržel posádkový kostel roku 1721. Nástroj pocházel z dílny žitavského varhanáře Johanna Gottlieba Tamitia a disponoval jedním manuálem s pedálem a 9 rejstříky. Tyto varhany roku 1897 rekonstruovala drážďanská dílna bratří Jehmlichů. Stejná firma vyrobila roku 1913 zcela nový nástroj (opus 345) s pneumatickou trakturou, dvěma manuály, pedálem a 10 rejstříky. Tyto varhany byly zničeny sovětskou armádou v letech 1945 až 1947. Zcela nové varhany dokončila roku 2000 opět dílna bratří Jehmlichů. Mechanicky ovládaný nástroj má prospekt z dubového dřeva a disponuje dvěma manuály s pedálem a 16 rejstříky.
| První manuál (C–g³) |                  |        |
| 1.                  | Flétna párová    | 8'     |
| 2.                  | Principál        | 4'     |
| 3.                  | Flétna trubicová | 2 2/3' |
| 4.                  | Oktáva           | 2'     |
| 5.                  | Tercie           | 1 3/5' |
| 6.                  | Mixtura          | 3×     |
|                     | Tremulant        |        |

| Druhý manuál (C–g³) |                    |    |
| 7.                  | Kryt               | 8' |
| 8.                  | Gamba              | 8' |
| 9.                  | Flétna trubicovitá | 4' |
| 10.                 | Flétna lesní       | 2' |
| 11.                 | Píšťala pastýřská  | 1' |
| 12.                 | Vox humana         | 8' |
|                     | Tremulant          |    |

| Pedál (C–f¹) |                      |     |
| 13.          | Subbass              | 16' |
| 14.          | Principálbass        | 8'  |
| 15.          | Flétna trychtýřovitá | 4'  |
| 16.          | Pozoun               | 16' |

## Galerie

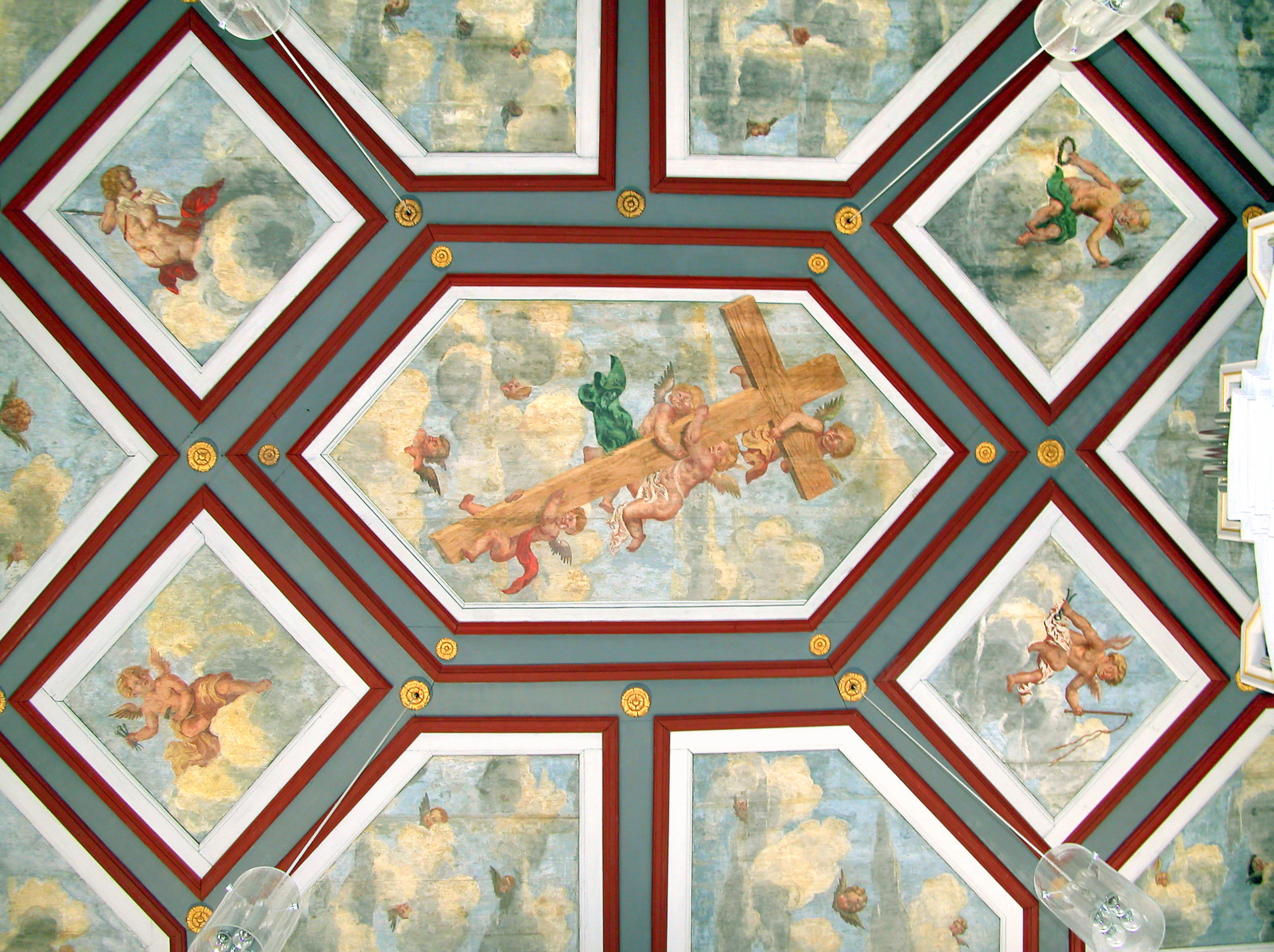
Detail kazetového stropu
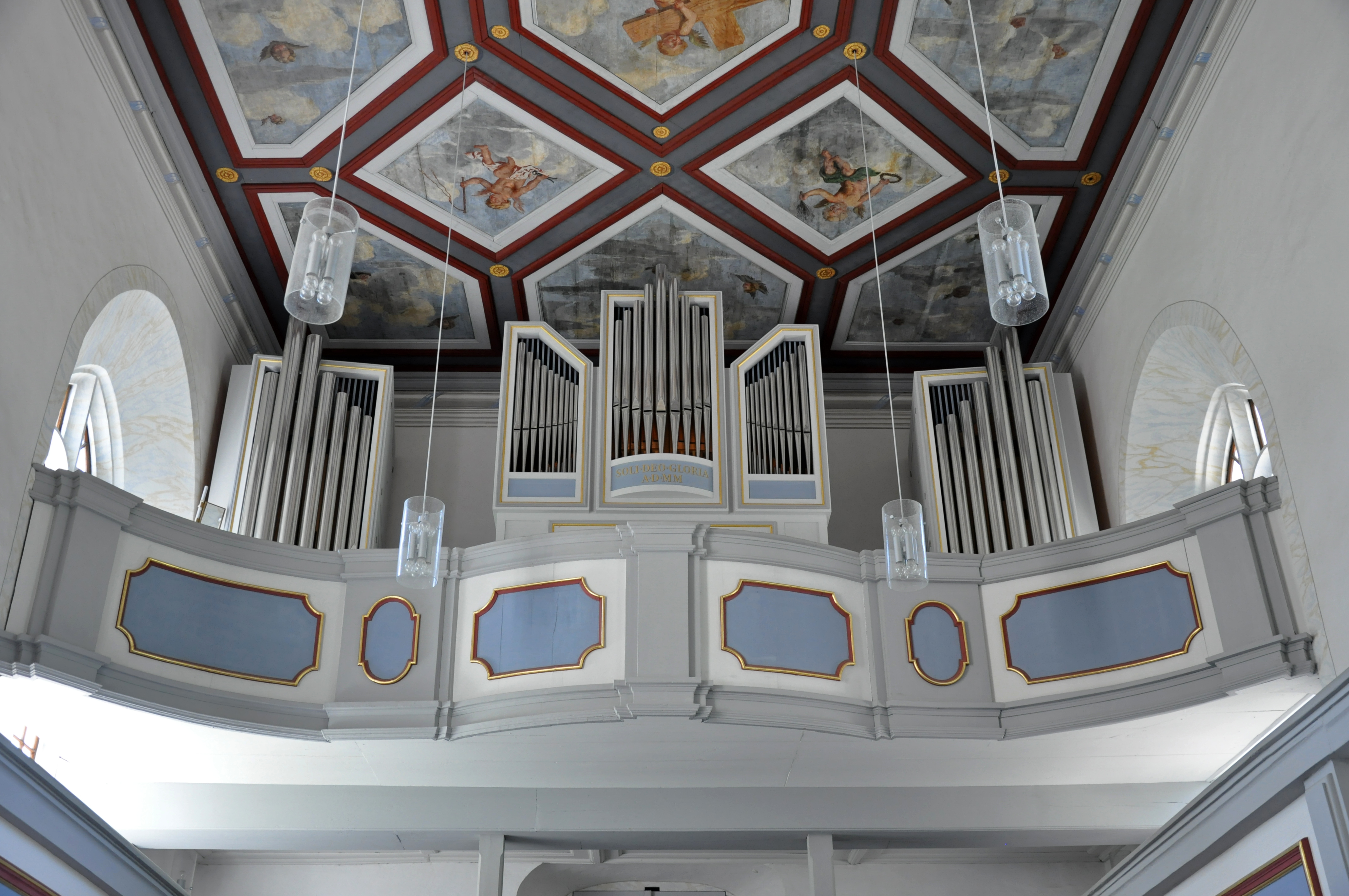
Varhany
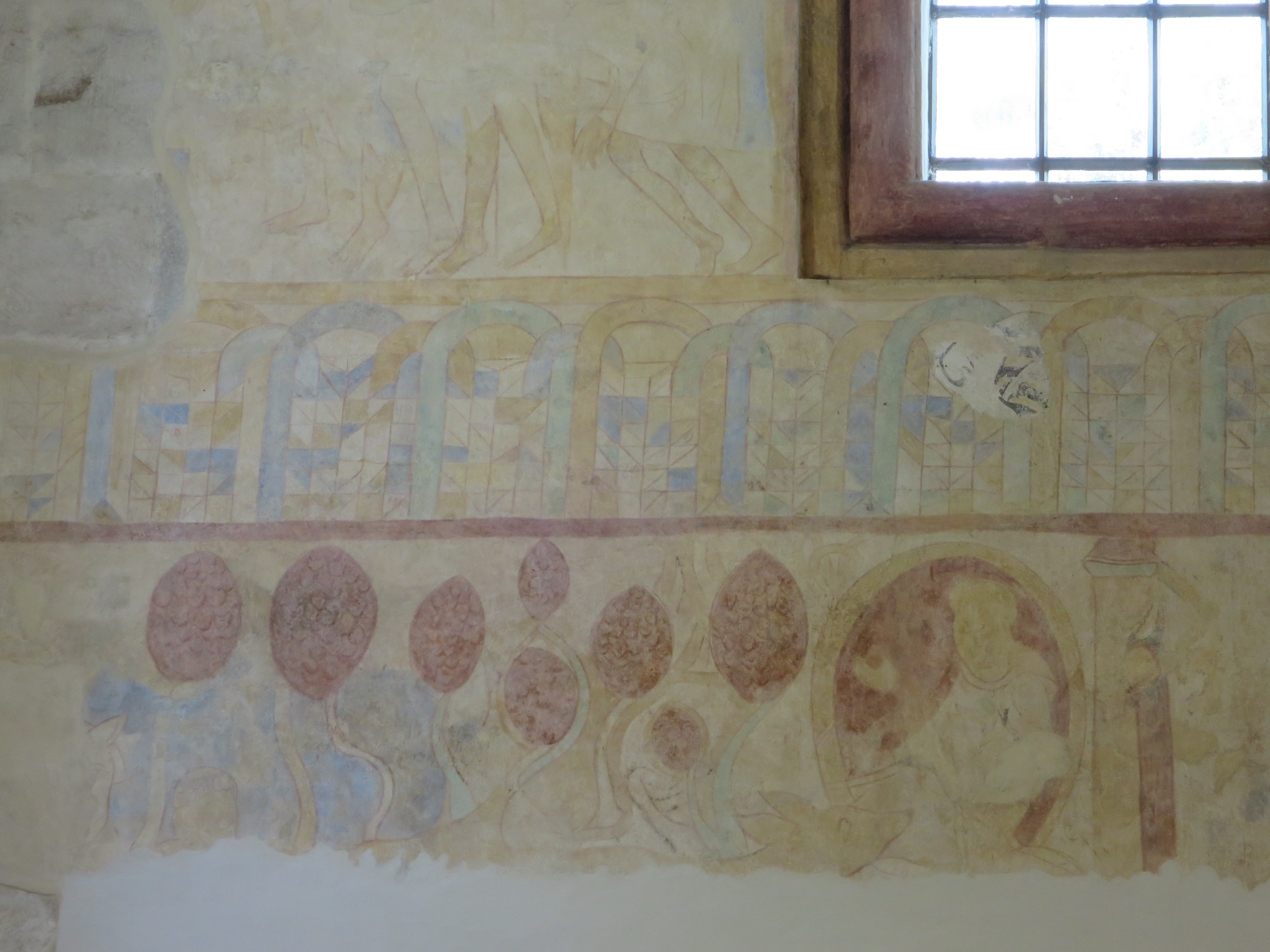
Detail románských fresek
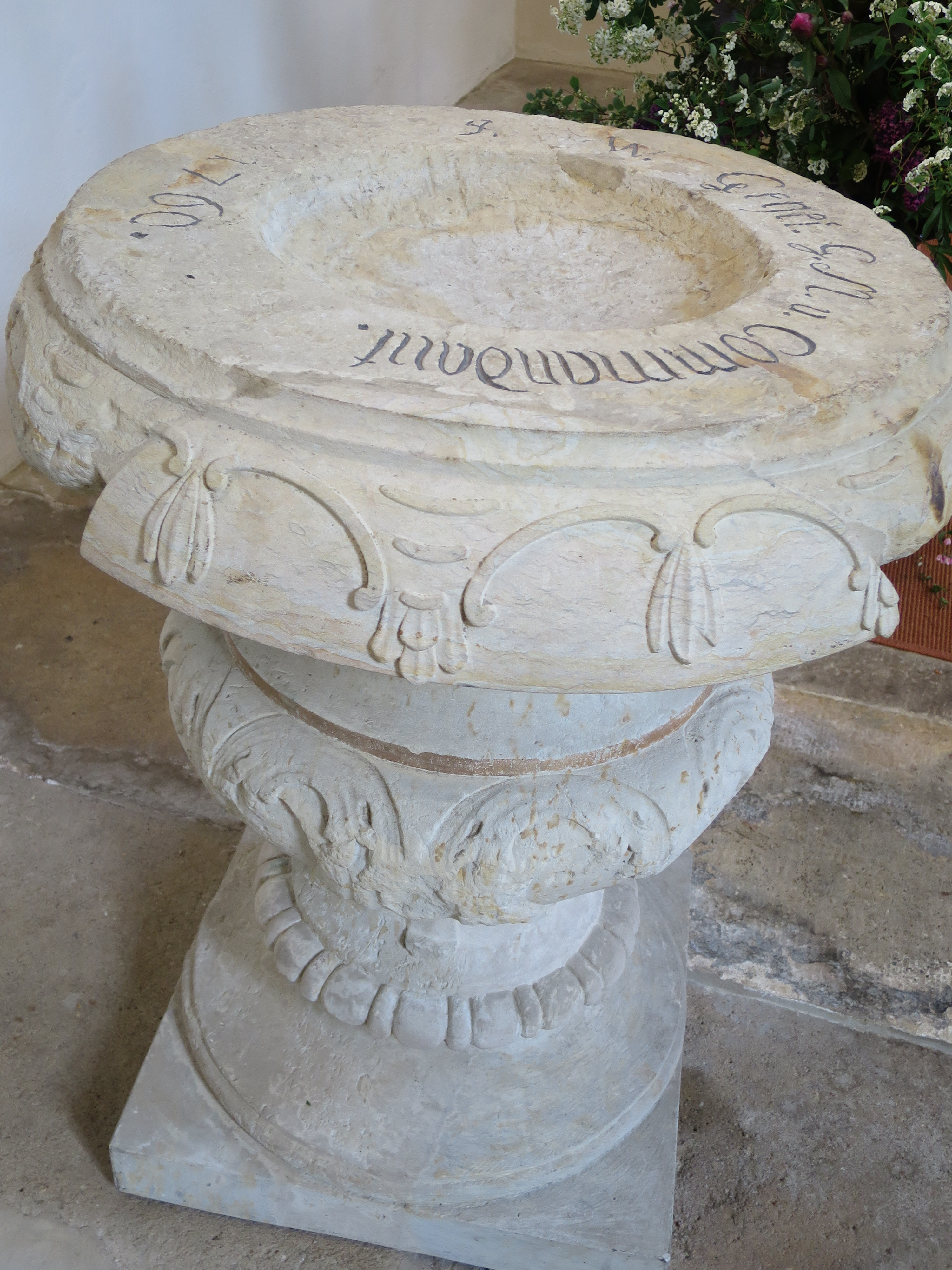
Křtitelnice